# Jess Willard (Boxer)
Jess Willard (* 29. Dezember 1881 in St. Clere, Kansas; † 16. Dezember 1968 in Los Angeles, Kalifornien) war ein US-amerikanischer Boxweltmeister im Schwergewicht.
Willard begann seine Profikarriere als Boxer 1911 in Sapulpa, Oklahoma, wobei er seinen ersten Kampf verlor.
Am 5. April 1915 gewann er den Titel gegen Jack Johnson durch K. o. in der 26. Runde in Havanna, Kuba.
Er verlor seinen Titel am 4. Juli 1919 an Jack Dempsey in Toledo, Ohio nach 3 Runden.
2003 fand Willard Aufnahme in die International Boxing Hall of Fame.